# WONDERFUL PALETTE
『WONDERFUL PALETTE』（ワンダフル パレット）は、i☆Risの3枚目のオリジナルアルバム。2017年11月1日にDIVE II entertainmentから発売された。

## 概要
i☆Risの3枚目のアルバム。
CD+Blu-ray盤には2017年5月21日に中野サンプラザホールにて開催された『i☆Ris 3rd Live Tour 2017 〜Fan+6=∞〜（夜公演）/Off Shot Movie』が、CD+DVD盤には『i☆Ris 結成5周年記念Live 〜5 years old! Everyone comes together☆〜』Off Shot Movieおよび2016年5月21日にZepp Tokyoにて開催された『i☆Ris 2nd Live Tour 2016 〜Th!s !s i☆Ris!!』から「鉄腕ガール」「Baby...」「Fanfare」「Raspberry night」の4曲が収録されている。
CD only盤のみボーナストラックとして作詞：山北早紀、作曲：若井友希、編曲：澁谷梓希で制作した『扇子・オブ・ワンダー☆』が収録されている。
また、本アルバムでは、i☆Ris初の試みとして全員のソロ曲や、メンバー自らが作詞・作曲した楽曲が収録されている。
前作『Th!s !s i☆Ris!!』と同様に、3形態同時購入特典として『座談会DVD』が一部店舗で配布された。

## 収録曲
1. Shining Star[4:05]
作詞：丸山真由子・森月キャス、作曲：丸山真由子、編曲：清水武仁
  - テレビ東京系アニメ『プリパラ』3rdシーズン第4クールオープニングテーマ
2. Re:Call[4:07]
作詞・作曲・編曲：馬渕直純
  - テレビ東京系アニメ『双星の陰陽師』オープニングテーマ
3. Daily Berry!![5:00]
作詞：宮嶋敦子、作曲・編曲：中村瑛彦
  - デイリーヤマザキ×サントリーBOSSキャンペーンソング
4. イチズ -武道館Ver.-[5:02]
作詞：夏蓮、作曲：大久保友裕、編曲：五十嵐宏治
  - テレビ東京系アニメ『ムシブギョー』第1クールエンディングテーマ
5. Ready Smile!![4:10]
作詞：平朋崇、作曲：光増ハジメ、編曲：EFFY
  - テレビ東京系アニメ『プリパラ』第3シーズン第1クールオープニングテーマ
6. Heart Crash![3:33]
作詞：前澤希、作曲：黒崎ジョン、編曲：成瀬裕介
山北早紀ソロでの歌唱となっている。
7. キミノカノウセイ[3:51]
作詞：芹澤優、作曲・編曲：TECHNOBOYS PULCRAFT GREEN-FUND
芹澤優ソロでの歌唱となっている。
8. Dear...[4:50]
作詞：himi、作曲・編曲：野間康介
茜屋日海夏ソロでの歌唱となっている。
9. Growing days[4:41]
作詞・作曲：友希、編曲：中村瑛彦
若井友希ソロでの歌唱となっている。
10. Lovely Time[3:39]
作詞：eNu、作曲・編曲：馬渕直純
久保田未夢ソロでの歌唱となっている。
11. DETERMINE[3:42]
作詞：SHINNOSUKE・澁谷梓希、作曲。編曲：YOUSAY
澁谷梓希ソロでの歌唱となっている。
12. WONDERFUL PALETTE[4:31]
作詞：平朋崇、作曲・編曲：光増ハジメ
13. Feel it [5:17]
作詞：麻村佳世、作曲：Gotoh Yoshinari、編曲：山崎佳祐
14. パズル[4:24]
作詞・作曲：友希、編曲：HIKARI
15. 扇子・オブ・ワンダー☆[4:40] ※CD only盤のみ収録
作詞：山北早紀、作曲：友希、編曲：澁谷梓希
澁谷梓希、若井友希、山北早紀の三人での歌唱となっている。

### CD+Blu-ray盤収録映像
2017/5/21 i☆Ris 3rd Live Tour 2017 〜Fan+6=∞〜 中野サンプラザホール（夜公演）
1. 鏡のLabyrinth
2. Happy New World☆
3. Make it!
4. DIVE TO LIVE
5. ドリームパレード
6. Over the future
7. Secret Garden
8. My Bright...
9. Special Kiss
10. Ready Smile!!
11. §Rainbow
12. らむねサンセット
13. HERO
14. Summer Vacation Love
15. Shining Star
16. Color
17. Realize!
18. EN1.幻想曲WONDERLAND
19. EN2.扇子・オブ・ワンダー☆
20. EN3.ハチャメチャ×ストライク
21. EN4.ミラクル☆パラダイス
22. Off Shot Movie

### CD+DVD盤収録映像
i☆Ris 結成5周年記念Live 〜5 years old! Everyone comes together☆〜 Off Shot Movie
2016/5/21  i☆Ris 2nd Live Tour 2016 ～Th!s !s i☆Ris!! Zepp Tokyo
1. 鉄腕ガール
2. Baby...
3. Fanfare
4. Raspberry night